# Planetella subterranea
Planetella subterranea är en tvåvingeart som först beskrevs av Jean-Jacques Kieffer och Alessandro Trotter 1904.  Planetella subterranea ingår i släktet Planetella och familjen gallmyggor. Inga underarter finns listade i Catalogue of Life.